# 马克斯韦尔·迪肯
马克斯韦尔·迪肯（英語：Maxwell Deacon，1910年3月22日—1970年4月29日），加拿大男子冰球运动员，场上位置是前锋。他曾代表加拿大参加1936年冬季奥林匹克运动会冰球比赛，获得一枚银牌。